# Battarreoides diguetii
Battarreoides  là một chi nấm trong họ Agaricaceae. Đây là chi đơn loài, chứa một loài Battarreoides diguetii.